# Louis Pasteur
Louis Pasteur (født 27. december 1822, død 28. september 1895) var en fransk biolog, der er mest kendt for at opfinde pasteuriseringen. Omkring år 1860 påbegyndte han sit livsværk: at mane teorien om spontan genese i jorden og dermed bevise teorien om biogenese. Pasteurs forskning og resultater har haft enorm betydning for senere generationers måde at anskue livet her på jorden.
Pasteur var uddannet i fysik og kemi ved École Normale Supérieure i Paris. Som fysiker og kemiker beskæftigede han sig med krystallers optiske egenskaber og var især optaget af at påvise en asymmetrisk kraft i naturen. 
Inden for biologien argumenterede han imod teorien om spontan genese, ifølge hvilken dyr kunne opstå af sig selv, blot de rette forhold var til stede. F.eks. skulle der i en lukket kasse med gamle klude og korn kunne opstå mus. Denne tanke, der går tilbage til Aristoteles, anses i dag for absurd.
Han havde betydelig succes i sit arbejde med udvikling af vaccinationer og sera mod sygdomme udløst af bakterie- og virusinfektioner. Desuden arbejdede Pasteur med gæringsprocesser og bidrog væsentligt til at fastslå, at gæringen under alkoholfremstillingen skyldes gærceller, og at mælkesyrning skyldtes bakterier, som han kaldte stavformede planter.